# St. Andreas (Neckarhausen)

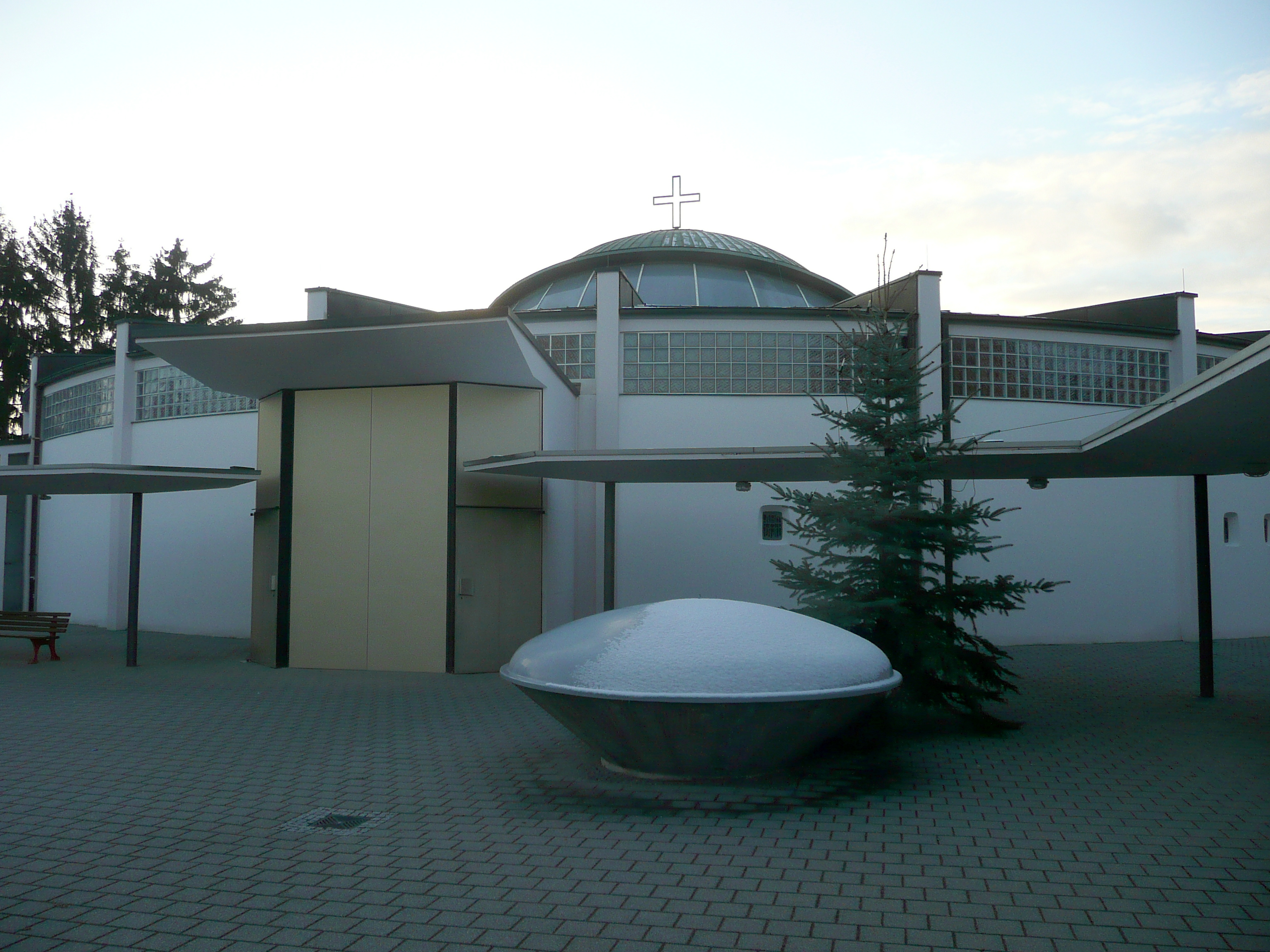
Der Kirchenneubau St. Andreas in Neckarhausen

Die römisch-katholische Kirche St. Andreas wurde 1960 in Neckarhausen nach Entwürfen des Mannheimer Stadtbaudirektors Richard Jörg fertiggestellt.

## Geschichte
Erste Quellen belegen eine St.-Andreas-Kirche für Neckarhausen bereits für das 16. Jahrhundert. Die heute noch bestehende barocke alte Pfarrkirche stammt aus dem Jahr 1783. Mitte des 20. Jahrhunderts wurde ein größerer Gottesdienstraum angestoßen. Als Architekt für dieses Projekt konnte der Mannheimer Stadtbaudirektor Richard Jörg gewonnen werden.
Auf einem Grundstück zwischen Haupt- und Fichtenstraße, in direkter Nachbarschaft zum barocken Bauwerk, entstand die neue Kirche. Sie wurde am 4. September 1960 geweiht und trägt seitdem das historische Patrozinium St. Andreas. Die im selben Jahr profanierte Barockkirche (seitdem St. Michael) wurde zunächst zum Gemeindezentrum umgenutzt, bis sie 1990 wegen Einsturzgefahr geschlossen werden musste. Nach einer Renovierung dient der Bau seit 2004 als Raum für Veranstaltungen und Feiern. Die moderne Kirche St. Andreas wurde zu ihrem 50-jährigen Weihejubiläum bis 2010 saniert.

## Bauwerk
Um 1960 variierte der Architekt Richard Jörg für seine Kirchenbauten an verschiedenen Standorten einen zentralisierenden Grundriss. Damit nahm er viele Gedanken des Gemeinschaftsraums voraus, wie er kurz darauf im Zweiten Vatikanischen Konzil (1962–65) zur römisch-katholischen Norm erhoben werden sollte. In Neckarhausen ergänzte Jörg im Grundriss einen größeren Halbkreis im Osten (Gemeinderaum) um einen kleineren Halbkreis im Westen (Altarraum). Den Altar schob er leicht aus der Mitte und versammelte die Gemeinde im Halbkreis um das liturgische Zentrum.
Die Stahlbetonkonstruktion überwölbte Jörg mit einer kupferbeschlagenen Kuppel, die sich nach Osten zu einem Lichtschlitz öffnet. Der Kirchenbau wird von Osten über einen Vorplatz zur barocken Kirche St. Michael hin erschlossen. Zur Ausstattung von St. Andreas trug der Maler und Bildhauer Théo Kerg den Tabernakel, den Kreuzweg, den Taufstein und das Kuppelkreuz bei.